# Пам'ятна прогулянка (роман)
Пам'ятна прогулянка (англ. A Walk to Remember) — роман американського письменника Ніколаса Спаркса, виданий у жовтні 1999 року. Роман написаний протягом 1998-1999 років в окрузі Бофорт, штат Північна Кароліна. В основі роману -  історія двох підлітків, які закохуються один в одного, незважаючи на несхожість характерів та інтересів. За романом "Пам'ятна прогулянка" було знято фільм з однойменною назвою.

## Історія написання
Рукопис третього роману Ніколаса Спаркса - "Пам'ятна прогулянка", був завершений влітку 1999 року. Автор написав його в Північній Кароліні, де і розгортаються події роману. Так само, як і для першого опублікованого роману Спаркса - "Щоденник пам'яті", написання прологу до роману "Пам'ятна прогулянка" було останнім штрихом.  Роман написаний від першої особи, а його оповідачем є сімнадцятирічний хлопець; події відбуваються у 1950-х роках.
На створення роману Спаркса надихнула його сестра, Даніель Спаркс Льюїс, яка померла від раку в червні 2000 року. Хоча сама сюжетна лінія роману є значною мірою вигаданою, деякі частини твору засновані на реальних подіях. Наприклад, його сестра, так як і Джеймі, ніколи не була популярною в школі. І так само, як Джеймі, Даніель завжди носила із собою Біблію, куди б вона не йшла. Окрім того, вона теж ніколи б не могла подумати, що хтось може втратити голову через кохання до неї. Чоловік сестри Спаркса запропонував їй одружитися, незважаючи на її хворобу. Після її смерті у траурній промові Спаркс сказав:"... Я думаю, що я написав цей роман не тільки тому, щоб ви могли дізнатися про мою сестру, а й для того, щоб ви знали, яким чудовим було те, що її чоловік одного разу зробив для неї".

## Сюжет
Історія починається з передмови 57-річного Лендона Картера. Далі описуються події від імені Лендона як 17-річного старшокласника. Лендон живе в маленькому релігійному місті округу Бофорт, Північна Кароліна. Його батько - товариський та харизматичний конгресмен.
Те, що Лендон веде більш усамітнений спосіб життя, аніж він, створює певне напруження у їхніх стосунках. Батько змушує Лендона балотуватися на пост президента школи, і, на свій подив, Лендон таки перемагає на виборах.  Як президент школи, Лендон мусить бути присутнім на шкільній вечірці. Оскільки на цю вечірку потрібно прийти з супутницею, він звертається до багатьох дівчат, проте вони уже зайняті. Ввечері він проглядає шкільний альбом, намагаючись знайти собі когось підходящого. Оскільки, здається, нікому іншому не виходить з ним піти, він неохоче пропонує Джеймі, дочці Хегберта Салліван, церковнослужителя Бофорта, скласти йому компанію, і дівчина погоджується. Оскільки  Джеймі дуже релігійна і постійно носить із собою Біблію, Лендон, як один з найпопулярніших учнів школи, не має великого бажання іти з нею на вечірку. Проте, зрештою, хлопець усвідомлює, що кращої супутниці йому не знайти.
Через кілька днів, Джеймі просить Лендона взяти участь постановці шкільного театру "Різдвяний янгол". Хоча юнак не дуже в захваті від ідеї участі у спектаклі, він все ж погоджується.   Одного разу після репетиції Джеймі просить Лендона провести її додому, після чого ці прогулянки стають звичайною справою для них обох. Проходить деякий час і  Ерік починає знущається над парою, через що Лендону стає по-справжньому соромно бути з Джеймі. При цьому з кожним днем Лендон все більше дізнається про людей та огрганізації, яким допомагає його нова подруга. Хлопцю починає подобатися проводити час із дівчиною.
Якось, коли вони поверталися разом додому, Лендон розізлився на Джеймі та заявив, що більше не хоче мати з нею ніяких справ. Проте наступного дня під час прем'єри "Різдвяного ангела", коли Джеймі виходить на сцену в костюмі ангела, Лендон вперше осмислено промовляє свою репліку: "Ти прекрасна!". Юнак допомагає дівчині у зборах коштів для дитячого будинку та усвідомлює, що закохується в неї.       
У новорічну ніч Джеймі і Лендон ідуть в кафе, де вони танцюють свій перший танець. Кілька тижнів потому, хлопець зізнається дівчині, що закоханий у неї.  На його здивування, Джеймі відповідає, що цього не може бути. Лендон вимагає пояснень, і Джеймі повідомляє йому, що хвора на смертельну хворобу - лейкемію.
Наступного понеділка Джеймі вже не повертається до школи, адже стає очевидно, що хвороба прогресує. Під час обіду в будинку Лендона Джеймі каже йому вперше: "Я тебе кохаю". Джеймі не хоче їхати в лікарню та відмовляється залишитися там, оскільки вона хоче померти вдома. Одного дня, коли Лендон сидить біля дівчини, поки вона спить, йому в голову приходить одна ідея. Він біжить до церкви, щоб знайти її батька, та просить у нього дозволу одружитися з нею.  Слова Хегберта, що він не може знехтувати цим проханням, Лендон розуміє як згоду і стрімголов біжить до Джеймі та запитує її: "Ти вийдеш за мене?"
Лендон і Джеймі одружуються у церкві, де дуже багато людей. Незважаючи на те, що сили вже покидали її, і що вона на той час пересувалася у інвалідному візку, дівчина наполягає на тому, що батько повів її до вівтаря, адже це частина її мрії. Лендон згадує свої думки в той момент: "Це було хода, що вимагала неймовірних зусиль. З усякого погляду, незабутня хода ". Наприкінці книги до нас знову звертається 57-річний Лендон. Він, як і раніше, любить Джеймі та носить обручку.  Лендон закінчує свою розповідь словами: "Тепер, до речі, я вірю, що дива трапляються".